# A (латиница)
А, a — первая буква базового латинского алфавита, используется в большинстве алфавитов на латинской основе (в качестве одного из исключений можно привести язык арапахо). 
Буква ведёт происхождение от греческой буквы альфа (Α, α) и финикийской алеф. Чаще всего обозначает гласный звук [a] и его варианты, но иногда (например, в английском языке) и другие звуки. Часто входит в состав диграфов (древнейший из них — ae, использовавшийся в латинском языке и позже превратившийся в лигатуру æ), снабжается диакритическими знаками либо модифицируется иным образом (см. навигационную таблицу внизу страницы).

## История
Начертание буквы А предположительно восходит к начертанию символа, напоминающего бычью голову, в египетской иероглифике и протосемитском письме. К 1600 году до н. э. в финикийском алфавите появилось линейное начертание буквы А. Её название родственно еврейскому «алеф».
| Египетский иероглиф «бычья голова» | Протосемитская «бычья голова» | Финикийская алеф | Греческая альфа | Этрусская A | Римская A |

Древние греки, переняв финикийский алфавит, не имели того звука, который обозначался этой буквой в финикийском и других семитских языках, и впервые начали употреблять А для обозначения звука /а/. Название буквы превратилось в «альфа». В ранних греческих надписях, относящихся к VIII веку до н. э., буква А лежит на боку, но в более поздние времена А стала напоминать современную заглавную А. Тем не менее и в это время существовало несколько диалектных вариантов написания А, когда укорачивалась одна из ножек буквы или горизонтальная палочка рисовалась под углом.
Этруски, переняв греческий алфавит, оставили букву А без изменений. Так она перешла в латинский алфавит, который использует подавляющее большинство языков мира, а затем и в кириллицу.

## Типографские шрифты
Современная строчная «а» не похожа на греческую рукописную А. Эта модификация заглавной А оформилась к IV веку.
| Готическая A                | Унциальная A                 | Вариант готической A         |
| Современная гарнитура Roman | Современная гарнитура Italic | Современная гарнитура Script |

## Использование
В английском языке буква A может обозначать открытый передний звук [æ], как в слове pad, открытый задний звук [ɑ], как в слове father, или при наличии буквы e дифтонг [eɪ] (впрочем, произношение этого звука различно в разных диалектах), как в слове ace, в результате т. н. великого сдвига гласных.
В венгерском языке буква A обозначает краткий задний гласный звук [ɒ], а для обозначения звука [aː] используется вариант с диакритикой — Á.
В большинстве других языков, использующих латинский алфавит, буква А обозначает как открытый задний звук [ɑ], так и открытый средний звук [a].
В международной фонетической транскрипции различные варианты буквы А обозначают различные варианты звука «а». Например, заглавная А обозначает открытый задний звук, а строчная «а» — открытый передний звук.
| Название по-русски: A. Код НАТО: Alpha (/ˈælfə/, [альфа]). Азбука Морзе: ·− |                   |                                     |        |
| \| ● \| ○ \| \| ○ \| ○ \| \| ○ \| ○ \| Шрифт Брайля                         | Семафорная азбука | Флаги международного свода сигналов | Амслен |
| ●                                                                           | ○                 |                                     |        |
| ○                                                                           | ○                 |                                     |        |
| ○                                                                           | ○                 |                                     |        |

## Кодировка
В Unicode заглавная A обозначается U+0041, а строчная «a» — U+0061.
В коде ASCII заглавная A — это 65, а строчная «a» — 97; в двоичной системе счисления — 01000001 и 01100001 соответственно.
В коде EBCDIC заглавная A — это 193, а строчная «a» — 129.
В HTML и XML заглавная и строчная буквы A обозначаются соответственно «&#65;» и «&#97;».

## Употребление в обозначениях
- В физике — обозначение механической работы, векторного потенциала и массового числа. Строчная a обозначает ускорение. В атомной системе единиц {\displaystyle a_{0}} — Боровский радиус.
- В медицине — группа крови и витамин.
- В математике {\displaystyle \mathbb {A} } обозначает множество алгебраических чисел.